# Taxe sur les services numériques (France)
Pour un article plus général, voir Taxe sur les services numériques.
La taxe sur les services numériques (dite taxe GAFA) est une loi française de contribution sur les entreprises du numérique exerçant trois types d'activité en France (publicité ciblée en ligne, vente de données personnelles à des fins publicitaires et des activités de plateformes d'intermédiation),. Elle est définitivement adoptée par le Parlement le 11 juillet 2019.
Selon le communiqué de presse du Conseil des ministres du 6 mars 2019 : « Seront ainsi taxées, à hauteur de 3 %, les recettes tirées des prestations de ciblage publicitaire, qui s’appuient sur les données collectées auprès des internautes, notamment via les moteurs de recherche et les réseaux sociaux, et des prestations de mise en relation entre internautes, en particulier les places de marché. Ces prestations de service seront taxées à proportion de la part de l’activité des internautes qui est réalisée depuis la France. Le commerce en ligne et la fourniture de services numériques ne sont pas concernés. Sont en outre exemptés les services de communication, les services de paiement et les services financiers réglementés. Seuls les services disposant d’une large audience et générant des revenus importants seront concernés. Deux seuils d’assujettissement sont ainsi prévus : 750 millions d’euros de services numériques taxables au niveau mondial et 25 millions d’euros de services numériques taxables au niveau français. Son rendement atteindra rapidement 500 millions d’euros par an. ».
Cette taxe concerne 26 entreprises dont 1 française (Criteo). Ciblant principalement des firmes américaines, l'administration Trump a sévèrement critiqué cette mesure et a menacé de taxer les importations américaines de vins français en rétorsion. En juillet 2020, l'administration Trump annonce la création d'une taxe de 25 % sur 1,1 milliard d'euros de biens français importés aux États-Unis (notamment des produits cosmétiques et des sacs à main), elle prendra définitivement effet en janvier 2021. La plupart des entreprises concernées ont quant à elles annoncé qu'elles répercuteraient la taxe sur les consommateurs français, Amazon France a par exemple décidé d'augmenter de 3 % les frais de vente sur son site. Apple et Google ont également annoncé une hausse des prix de leurs services. 

## Contexte international
L’acronyme GAFA (désormais GAFAM avec Microsoft) désigne les quatre entreprises les plus puissantes de l’économie numérique : Google, Apple, Facebook et Amazon. Elles possèdent un pouvoir économique et financier considérable et pèsent plus que toutes les entreprises françaises cotées au CAC 40.
En 2015, les GAFA pesaient 1675 milliards de dollars tandis que toutes les entreprises françaises cotées au CAC 40 représentaient 1131 milliards de dollars.
Aujourd’hui les géants du numérique sont en moyenne deux fois moins imposés que les entreprises traditionnelles de l’Union Européenne. Grâce aux techniques d’optimisation fiscale et l’installation de leurs filiales dans des pays où leur taux d’imposition est plus léger, ils supportent 14 points d’impôts de moins sur leurs bénéfices que les PME européennes (9,5 % contre 23,2 %).
De ce fait, l’Union Européenne discute d’une « taxe GAFA » qui vise en priorité les géants Google, Apple, Facebook et Amazon.
Cependant, ce projet est contesté par la Suède, la Finlande, l’Irlande et le Danemark. L’unanimité des 27 pays de l’UE étant nécessaire, ces pays empêchent d’avancer sur le dossier. Les 27 ministres des Finances, réunis à Bruxelles, s’en remettent à l’OCDE (organisation de coopération et de développement économiques) où les discussions se poursuivent pour parvenir à un accord sur une taxe internationale d’ici 2020.
L’Union Européenne, ayant des difficultés à avancer sur le sujet de l’harmonisation fiscale incite la France et l’Autriche à prendre les devants et mettre en place leurs propres législations nationales tout comme l’Espagne ou l’Italie ont commencé à le faire.
Par conséquent, le 22 janvier 2019, le ministre de l’économie Bruno Le Maire annonce qu’un projet de loi sera présenté pour taxer les géants du numérique à hauteur de 3 % minimum de leur chiffre d’affaires en France. Il déclare que la France retirera sa taxe nationale dès qu’une taxation internationale sera mise en place.
Le Royaume-Uni, en instance de divorce avec l’Union Européenne a annoncé vouloir instaurer une taxe sur les revenus des GAFA pour une entrée en vigueur en avril 2020. La taxe britannique ne s’appliquerait qu’aux sociétés rentables et serait de 2 % sur le chiffre d’affaires.  
En France, l'Assemblée nationale a voté, dans la nuit du 8 au 9 avril 2019, pour l'application de la taxe GAFA sur les géants du numérique.

## Projet français

### Redevables
Selon une étude du cabinet juridique et fiscal Taj, en 2019, 27 entreprises dont 4 entreprises françaises devront verser 3 % de leur chiffre d’affaires réalisé en France. 
Les entreprises concernées sont celles qui réalisent un chiffre d’affaires sur leurs activités numériques de 750 millions d’euros dans le monde et de plus de 25 millions d’euros en France. Par conséquent il ne s’agit pas d’une taxe uniquement sur les GAFA mais sur les entreprises du numérique en général, y compris françaises et européennes.
Le cabinet Taj a établi une liste de 27 entreprises qui seront taxées sur le numérique selon trois catégories :
- Vente de biens : Alibaba, Amazon, Apple, Ebay, Google, Groupon, Rakuten, Schibsted, Wish, Zalando.
- Intermédiaire de services : Amadeus, Axel Springer, Booking, Expedia, Match.com, Randstad, Recruit, Sabre, Travelport Worldwide, Tripadvisor, Uber.
- Publicité en ligne : Amazon, Criteo, Ebay, Facebook, Google, Microsoft, Twitter, Verizon.

La France a proposé aux États-Unis de suspendre le prélèvement de la taxe Gafa en 2020 afin de trouver un accord sur la question.

### Rendement
Les recettes fiscales attendues par le Gouvernement sont de 400 millions d’euros en 2019, 450 millions en 2020, 550 millions en 2021, 650 millions en 2022 et au-delà si la taxe est maintenue dans la durée. 
La taxe sur les services numériques rapporte finalement 276,656 millions d'euros au Trésor Public en 2019. Les dernières prévisions de rendement disponibles sont de 374,614 millions d'euros pour 2020,, 474 millions pour 2021, 591 millions pour 2022 et 670 millions pour 2023. Les raisons de cette sous-performance (qui peut être par exemple due à un mauvais ciblage de la taxe, à des stratégies de contournement par les redevables, à l'impact de la pandémie du covid-19 ou à d'autres raisons...) ne sont pas encore déterminées. 

## Critiques
Cette taxe fait l'objet de nombreuses critiques chez les entreprises visées par cette mesure fiscale.
Le responsable du Trésor américain, Chip Harter, a jugé le projet français « discriminatoire » et déclare que les États-Unis s’opposent à toute proposition de taxe sur les services numériques, qu’elle soit française ou britannique. Washington menace à l’avance la France et le Royaume Uni de saisir l’OMC si elles défiaient les normes fiscales internationales qui empêchent à ce jour de taxer des entreprises sur la base de leur chiffre d’affaires au lieu de leurs profits.
Les États-Unis menacent également la France de sanctions économiques.
Pour de nombreux économistes, la taxe GAFA est « un non-sens » et « une aberration économique » car elle serait presque exclusivement financée par le consommateur final et les intermédiaires de vente et ne pénaliserait donc pas ou peu les entreprises concernées (incidence fiscale),. D'après eux, taxer le chiffre d’affaires ne permet pas de faire de distinction entre l’entreprise qui n’enregistre aucun résultat et celle dont les résultats sont très élevés. Par conséquent, cette taxe contribuerait au renforcement de situations oligopolistiques en favorisant plutôt les GAFA plutôt que les acteurs français et européens.
Par ailleurs, cette taxe se baserait sur un jugement fondamentalement erroné car les GAFA et autres entreprises concernées ne paieraient pas véritablement moins d'impôts que les autres entreprises. Ainsi, les GAFA se sont acquittés de 24 % d'imposition sur leurs bénéfices mondiaux durant les dix dernières années précédant l'instauration de la taxe, soit un niveau de fiscalité légèrement supérieur à la fiscalité moyenne constatée dans l'OCDE.
Pour la Cour des Comptes, « sans
évaluation solide de l’impact économique » de la taxe GAFA, l’État avance donc « quasiment à l’aveugle », cela serait « de nature à porter atteinte à la défense de nos intérêts »,.
De plus, elle pourrait inciter à la délocalisation fiscale des entreprises vers des États à faible imposition et certains craignent une chute du nombre d’acquisitions de start-ups françaises. Google avait, en 2017, transféré près de 20 milliards d’euros vers le paradis fiscal des Bermudes.
L’Allemagne, appréhendant des mesures de rétorsion américaine contre son industrie automobile a décidé de reculer face au projet.